# Travllius Rufinus
Travllius Rufinus (sein Praenomen ist nicht bekannt) war ein im 2. Jahrhundert n. Chr. lebender Angehöriger des römischen Ritterstandes (Eques). Sein Name wird auf der Außenseite von Tafel 1 des Militärdiploms fehlerhaft als Travelius Rufinus geschrieben.
Durch ein Militärdiplom, das auf den 8. Februar 161 datiert ist, ist belegt, dass Rufinus 161 Kommandeur der Ala I Cannanefatium civium Romanorum war, die zu diesem Zeitpunkt in der Provinz Pannonia superior stationiert war.